# Dźwirzyno
Dźwirzyno (niem. Kolberger Deep) – wieś sołecka w północno-zachodniej Polsce, w województwie zachodniopomorskim, w powiecie kołobrzeskim, w gminie Kołobrzeg. Miejscowość położona jest nad Morzem Bałtyckim, na Pobrzeżu Szczecińskim, nad jeziorem Resko Przymorskie.
Dźwirzyno to miejscowość wypoczynkowa z portem morskim, letnim kąpieliskiem i rozbudowaną bazą wypoczynkowo-turystyczną.

## Położenie
Dźwirzyno leży w środkowej części wybrzeża woj. zachodniopomorskiego, w północno-zachodniej części powiatu kołobrzeskiego. Miejscowość położona jest nad Morzem Bałtyckim, na północno-wschodnim brzegu jeziora Resko Przymorskie. Dźwirzyno leży nad rzeką Starą Błotnicą, na Wybrzeżu Trzebiatowskim – jednym z mezoregionów Pobrzeża Szczecińskiego. Wieś jest położona ok. 10 km na zachód od Kołobrzegu.
Dźwirzyno leży na Pomorzu Zachodnim. W latach 1975–1998 miejscowość administracyjnie należała do województwa koszalińskiego.
Od wschodu i zachodu, a także od rzeki Błotnicy i brzegu jeziora, miejscowość jest otoczona przez obszary programu Natura 2000, tj. Trzebiatowsko-Kołobrzeski Pas Nadmorski oraz w zbliżonych granicach obszar specjalnej ochrony ptaków „Wybrzeże Trzebiatowskie”.

## Środowisko naturalne

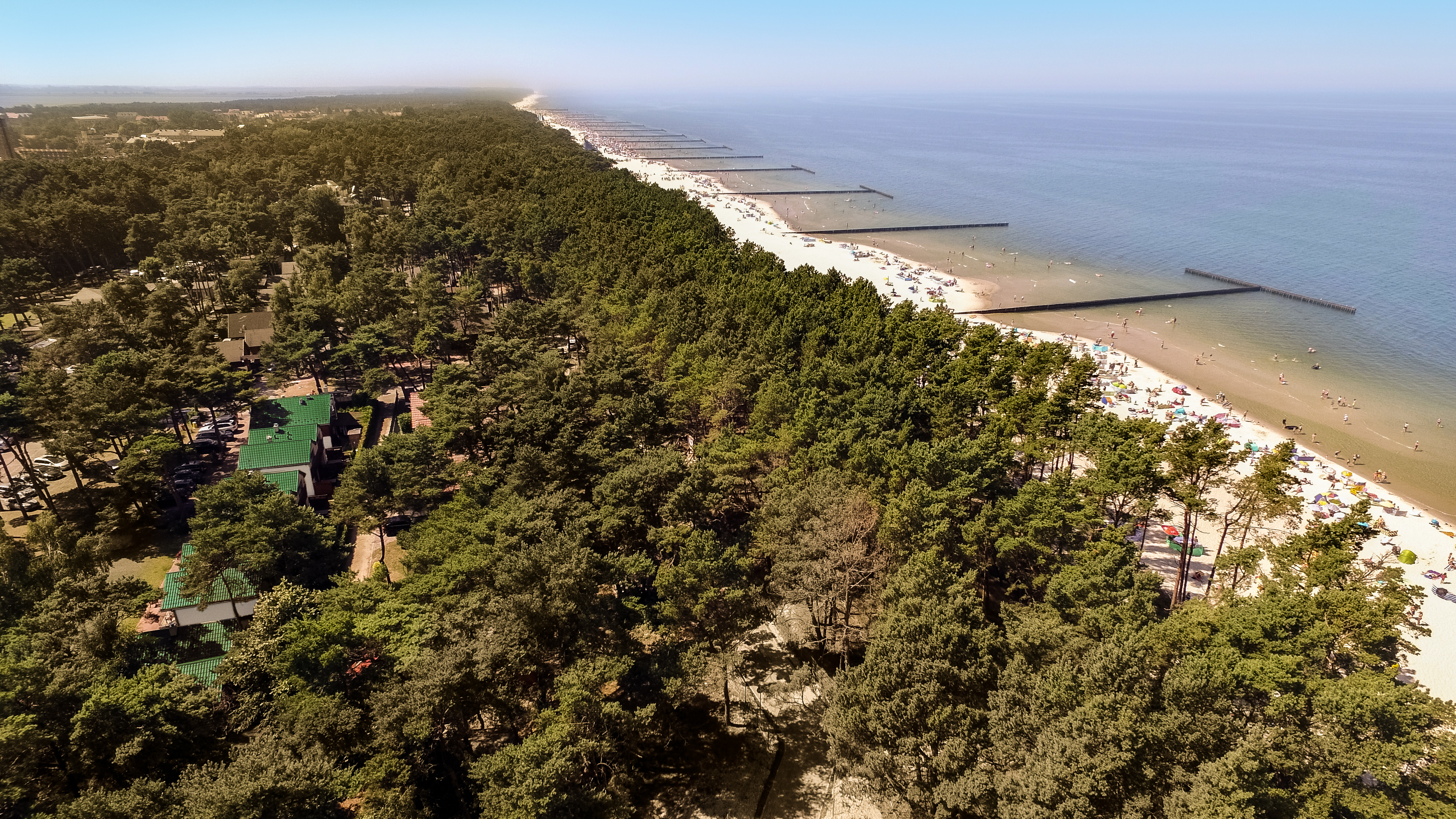
Plaża w Dźwirzynie, nadmorski las oraz całoroczne domki nad morzem Pelikan Resort

Wzdłuż szerokiej plaży ciągnie się na wydmach nieduży las sosnowy.
Przy ul. Wyzwolenia 8 rośnie 16 dębów szypułkowych będących pomnikami przyrody. Ich wysokość wynosi od 18 do 20 m; obwód 125–250 cm.
Pomiędzy plażą a obszarem zabudowanym występuje pas wydm nadmorskich o zróżnicowanej budowie i kształcie. Pola wydmowe w Dźwirzynie mają szerokość do 0,5 km i maksymalną wysokość do 15,2 m n.p.m. W zachodniej części miejscowości wydma zanika na szerokość kilkudziesięciu metrów.
Obszar Dźwirzyna na północ od ul. Wyzwolenia został objęty obszarem chronionego krajobrazu Koszaliński Pas Nadmorski. Tereny wokół Dźwirzyna zostały objęte Trzebiatowsko-Kołobrzeskim Pasem Nadmorskim.

## Infrastruktura
W Dźwirzynie znajduje się port rybacki na przetoce łączącej jezioro z morzem. Nad Reskiem Przymorskim znajduje się przystań żeglarsko-kajakowa, a także stanica wodna.
W miejscowości znajduje się placówka pocztowa, apteka, posterunek policji, a także kościół pw. Matki Bożej Uzdrowienia Chorych wybudowany w latach 1982–1999.
W Dźwirzynie zostało wyznaczone letnie kąpielisko morskie o obejmujące 730 m linii brzegowej, z 4 odcinkami plaży strzeżonej po 100 m każdy. W sezonie 2013 r. sezon kąpielowy określono na okres od 22 czerwca do 9 września. W 2012 r. kąpielisko Dźwirzyno spełniało obowiązkowe wymogi jakościowe dla wody w kąpielisku Unii Europejskiej.

## Kultura i turystyka
Położenie nad morzem i jeziorze Resko Przymorskie sprawia, że oprócz wypoczynku na plaży istnieje możliwość wędkowania i uprawiania sportów wodnych.
Dźwirzyno jest letniskiem z rozbudowaną bazą wypoczynkowo-turystyczną. Znajduje się tutaj szereg ośrodków wypoczynkowych, kwater prywatnych, kempingów, 5- i 4-gwiazdkowy hotel.
Od 1996 roku corocznie w lipcu odbywa się Ogólnopolski Bieg „Ku Słońcu” o Puchar Wójta Gminy Kołobrzeg. Zawody odbywają się na trasie Dźwirzyno–Grzybowo–Dźwirzyno o dystansie 10 km i przebiegają plażą, duktem leśnym, drogą asfaltową i drogą betonową do mety.
Przez miejscowość biegnie międzynarodowy Szlak Rowerowy Wokół Bałtyku (R-10), będący częścią sieci EuroVelo (EV10). W 2018 dla jego potrzeb wybudowano specjalną kładkę przebiegającą przez wędrujące wydmy wraz z tarasem widokowym. Przez miejscowość przechodzi  pieszy Szlak Nadmorski. W miejscowościach wypoczynkowych wzdłuż wybrzeża ma przechodzić nadmorska międzynarodowa trasa rowerowa.
Planowana jest budowa Centrum Sportów Wodnych nad jez. Resko Przymorskie (koszt: 11 mln zł).

## Obiekty sportowe
Gminne Centrum Sportu i Rekreacji w Dźwirzynie:
- dwa korty do tenisa ziemnego
- kort do badmintona
- boisko do koszykówki
- boisko do siatkówki
- boisko do piłki nożnej
- minigolf
- siłownia zewnętrzna
- plac zabaw zewnętrzny
- hala sportowa

Pływalnie:
- basen kryty sportowy i rekreacyjny w hotelu Senator – otwarte dla gości z zewnątrz
- basen odkryty w ośrodku Bałtyk – otwarte dla gości z zewnątrz

Inne:
- Kręgielnia 6 torów w hotelu Senator – otwarte dla gości z zewnątrz
- Świat saun w hotelu Senator – otwarte dla gości z zewnątrz
- Baza treningowa klubu przeciągania liny UKS ANCORA SHARKS[16] – ogrody działkowe Resko

## Oświata i społeczność
W Dźwirzynie znajduje się Szkoła Podstawowa im. Jana Pawła II. Do obwodu szkoły podstawowej w Dźwirzynie należą tylko uczniowie z Dźwirzyna. Jednakże zapewniony jest także dojazd uczniów z Kołobrzegu i Grzybowa. Najbliższe szkoły ponadgimnazjalne mieszczą się w Kołobrzegu.
We wsi mieści się Gminne Centrum Sportu i Rekreacji w Dźwirzynie, w którym znajduje się: sala sportowa, siłownia, salka fitness, zewnętrzny kort tenisowy, boisko do koszykówki zewnętrzne, boisko do siatkówki zewnętrzne, boisko do badmintona, pole minigolfa
Gmina Kołobrzeg utworzyła jednostkę pomocniczą – sołectwo „Dźwirzyno”, obejmujące wieś Dźwirzyno oraz niezamieszkaną osadę Wólka. Mieszkańcy wybierają na zebraniu wiejskim sołtysa oraz radę sołecką. Do 15-osobowej Rady Gminy Kołobrzeg, mieszkańcy sołectwa wybierają jednego radnego.

## Komunikacja
Przez miejscowość przechodzi modernizowana droga powiatowa nr 3152Z (Kołobrzeg–Mrzeżyno), która ciągnie się dalej wzdłuż wybrzeża do drogi wojewódzkiej nr 109.
Układ komunikacyjny stanowi ulica Wyzwolenia, biegnąca w niewielkiej odległości od morza. Od głównej ulicy odchodzą mniejsze, których większość zostało wyłożonych kostką brukową. Przejazd przez miejscowość w sezonie letnim jest utrudniony ze względu na charakter ulicy przelotowej oraz niepoprawnie zaparkowane na niej samochody.
Najbliższy przystanek kolejowy znajduje się Starym Borku, a najbliższy dworzec w Kołobrzegu (10 km).

## Historia
Obszar ten w XIII wieku należał do klasztoru premonstratensów w Białobokach koło Trzebiatowa. Jednak pretensje do niego wysunął rycerz Przybysław, książęcy podkomorzy. Klasztor odkupił prawa do spornego obszaru za 300 marek. W 1305 roku wybuchł spór pomiędzy Kołobrzegiem a opatem białobockim w kwestii przebiegu zachodniej granicy posiadłości miejskich. Wówczas to po raz pierwszy pojawia się nazwa wsi (która wcześniej była wymieniana jedynie bezimiennie) – Rega. Jej dokładna lokalizacja nie jest do końca pewna. Przypuszcza się, że znajdowała się bliżej obecnego Dźwirzyna. Dogodne położenie osady spowodowało, że dość szybko zainteresował się nią Trzebiatów. W 1287 roku po raz pierwszy wymieniono w źródłach pisanych port Rega (Regoujście). Wówczas to książę Bogusław IV oraz opat białobocki Tidbald nadali Trzebiatowowi lubeckie prawa miejskie, a mieszczanie zaś otrzymali przywilej swobodnego korzystania z portu. Przez całą 1. połowę XIV wieku książęta pomorscy kolejnymi przywilejami przyczyniali się do szybkiego rozwoju osady. W 1457 roku zaczęto budować nowy port. Biskup Henning i kapituła katedralna w Kamieniu zadecydowali o ufundowaniu nowego portu z myślą o jego późniejszym nadaniu Trzebiatowowi. Od połowy XVI wieku osadę tę zaczęto nazywać „Treptowschen Tip” (później Treptower Deep), określenie Regoujścuie (Regamünde) wyszło zaś z użycia. Na podstawie źródeł pisanych ustalono, iż Regoujście w swych dziejach miało trzy lokalizacje: pierwsza to wieś Stara Rega, która leżeć musiała bliżej obecnego Dźwirzyna. Poświadczają ją dokumenty z okresu pomiędzy 1250a 1329 rokiem. Pomiędzy drugą z dat a 1457 rokiem port Regoujście przeniesiono na dogodniejsze miejsce – dalej na wschód, bliżej obecnego Mrzeżyna. Pomiędzy 1445 a 1449 rokiem zniszczyli go mieszkańcy Kołobrzegu i Gryfic, a Trzebiatów wraz z klasztorem białobockim rozpoczął kolejną budowę – na miejscu obecnego Mrzeżyna.
W 1959 r. stałe połowy w Dźwirzynie rozpoczęli pierwsi rybacy – Zygmunt Bąk z pomocnikiem Henrykiem Gołuńskim, a wkrótce potem brat Zygmunta – Ryszard.
W 1966 r. wieś miała 80 stałych mieszkańców, w tym kilka rodzin rybaków. Według stanu z 15 grudnia 1997 r. liczba mieszkańców zameldowanych w Dźwirzynie na pobyt stały wynosiła 652, a na pobyt czasowy – 120.
W latach 1974–2005 Dźwirzyno było uznane przez rząd za miejscowość posiadającą warunki do prowadzenia lecznictwa uzdrowiskowego, dzięki czemu mogły być prowadzone tu zakłady lecznictwa. W oparciu o warunki naturalne ustalono dla Dźwirzyna pierwszoplanowe kierunki leczenia: choroby narządów ruchu, choroby układu oddechowego wieku dziecięcego i choroby układu wydzielania wewnętrznego i przemiany materii wieku dziecięcego. Ponadto ustalono drugoplanowy kierunek klimatyczno-usprawniający.
W 1983 roku podczas prac archeologicznych około 500 metrów na wschód od kanału portowego łączącego Bałtyk z jeziorem Resko odkryto ślady latarni morskiej i niewielkiej przystani, funkcjonującej tutaj pod koniec średniowiecza i w okresie nowożytnym (XV-XVI wiek).
W 2005 r. zbudowano nowy basen portowy ograniczony pirsem.
W 2010 r. wybudowano nowy most nad Kanałem Resko (oddany do użytkowania w styczniu 2011 r.). Zastąpił on stary wojskowy most, który był postawiony jako budowla tymczasowa, tuż po wojnie. W 2011 r. nadano szkole podstawowej imię Jana Pawła II.

## Toponimia
Nazwa miejscowości pojawia się w poszczególnych latach: Deruiante 1228, Duirin, Dwyrin 1270, Duverinensia 1305, Old Dep 1618, Colbergsche Deep 1780, Colbergsche Deep 1789, Deep 1819, Colberger Deep 1835.
Podejrzewa się, że pierwotną nazwą było *Dŕstьno lub *Dvьr-ino. Nazwa miałaby pochodzić od prasłowiańskiego słowa *dŕsty, -ьve (pol. piasek, żwir) lub pochodnego przymiotnika *dźwirstny.
Późniejsza niemiecka nazwa pochodzi od średnio-wysoko-niemieckiego słowa dêp o znaczeniu kanał, głębia. W następnych wiekach utrwalił się przymiotnik Colbergsche, Colberger, Kolberger („kołobrzeski”), który dodawano dla odróżnienia od drugiej, pobliskiej miejscowości o tej samej nazwie. Tę określano z kolei jako Treptower Deep („trzebiatowski”, dziś Mrzeżyno).
Nazwa słowiańska została odtworzona przez władze polskie po 1945 r. W 1947 r. urzędowo wprowadzono nazwę Dźwirzyno.